# Борцы (фильм)
«Борцы́» (нем. Kämpfer) — советский чёрно-белый художественный фильм 1936 года, политическая драма, созданная студией «Рот-Фронт» «Межрабпомфильма». Фильм вышел на экраны 4 декабря 1936 года. Две трети членов съёмочной группы были репрессированы.
Существуют версии фильма на русском и немецком языках.

## Сюжет
Действие фильма происходит в 1933 году в нацистской Германии. Он повествует о сопротивлении рабочих фашизму после ареста одного из лидеров международного коммунистического движения Георгия Димитрова. В фильме параллельно развиваются две сюжетные линии: с одной стороны, судебный процесс над Димитровым, обвиняемым в подстрекательстве к поджогу Рейхстага, а с другой стороны, сопротивление рабочих фашистам из СА и СС. 
Фашисты обвиняют рабочих в поджоге фабрики Шпёрке. Во главе движения сопротивления стоят мать Лемке и Анна, для которых Димитров стал образцом поведения в борьбе с фашизмом. Толчком к сопротивлению матери Лемке послужила смерть её сына Ганса, убитого СА, поскольку он знал, что на фабрике Шпёрке производится не парфюмерия, а отравляющий газ — оружие войны. Во всём мире ширится движение сторонников Димитрова, которые выходят на демонстрации с требованием его освобождения. К движению сопротивления вокруг матери Лемке и Анны присоединяются её сын Фриц, врач и даже бывшие члены СА. Освобождение Димитрова в конце фильма вселяет надежду на то, что фашизму будет положен скорый конец.

## История создания фильма
Фильм был создан в 1936 году немцами, эмигрировавшими в СССР после прихода национал-социалистов к власти. Одним из главных героев решено было сделать Георгия Димитрова как борца с фашизмом. В фильме действительно появляется сам Димитров и специально для фильма ещё раз произносит свою знаменитую речь на Лейпцигском процессе. Специально для фильма Анри Барбюс также повторил в кинопавильоне свою речь, произнесенную на митинге в Париже в защиту Димитрова и Тельмана.
В апреле 1936 года на кинофабрике был закончен производством немецкий вариант фильма и начата работа над русским вариантом. 

### Репрессии
Во время съёмок фильма под Москвой на глазах у съёмочной группы был арестован ассистент режиссёра Вальтер Раушенбах, а вскоре после этого — Эрнст Мансфельд, бывший сотрудник Межрабпома, который снимался в роли одного из заключённых. В июле 1936 года, когда уже состоялись первые рабочие просмотры и обсуждения «Борцов», как «троцкистский агент» была арестована состоявшая в штате «Межрабпомфильма» актриса Карола Неер. Однако эти аресты не стали основанием для изъятия фильма. 4 декабря 1936 года состоялась его премьера, и вскоре он вышел на экраны Москвы. 
В январе 1937 года были без предупреждения уволены все немецкие эмигранты, чьи договоры с «Межрабпомфильмом» передали киностудии «Мосфильм», — в том числе и члены съёмочной группы «Борцов». В 1937–1938 годах были арестованы Бруно Шмидтсдорф, Фридрих Восс, Гельмут Дамериус, Курт Арендт, Лотар Вольф, Эрих Матебловски, Ханс Хауска, Рудольф Маргис, а также советский актёр Александр Демич.
За три года были арестованы две трети съёмочной группы «Борцов». Эрнст Буш, Курт Трепте, Герман Грайд, Роберт Трёш, Александр Гранах смогли избежать репрессий, вовремя покинув СССР.
Все участники фильма знали об этих репресссиях и так или иначе были вовлечены в них. Каждый из них пережил индивидуальную травму и должен был с этим справиться — этически, политически, психологически и творчески. Густав фон Вангенхайм и его жена подчинили себя железной дисциплине своей партии, членами которой также были Лотта Лёбингер, Генрих Грайф, Ханс Клеринг, Фриц Эрпенбек. Все они работали по её правилам и выполняли её задания. Вангенхайм занялся литературной деятельностью, Лёбингер и Грайф работали дикторами на радио, Клеринг выступал в эпизодичесих ролях в советских фильмах.

## В ролях
- Бруно Шмидтсдорф — Фриц Лемке
- Лотта Лёбингер — матушка Лемке, мать Фрица
- Грегор Гог — Петерс
- Инга фон Вангенхайм — Анна
- Генрих Грайф — Айкхофф, фашист (как Хайнрих Грайф)
- Александр Тимонтаев  — Рабенкампф, фашист
- Роберт Трёш[англ.] — Отто
- Александр Гранах — Ровелли, друг Димитрова
- Александр Гейрот — дирижёр Киербух (Клеберсбух) (как Александр Хайрот)
- Евгения Мезенцева — жена Киербуха
- Людмила Глазова — Урсула, их дочь
- Эрнст Буш — судья Зийверт
- Лотар Вольф — доктор Хильштедт
- Николай Акимов — штурмфюрер Хайзе
- Павел Пашков — гауфюрер
- Курт Трепте[нем.] — генеральный директор Штайншнайдер
- Александр Демич — радиокомментатор судебного процесса
- Конрад Вольф — сын соседки

## Съёмочная группа
- Автор либретто и соавтор сценария: Альфред Курелла
- Соавтор сценария: Густав фон Вангенхайм при участии Йориса Ивенса
- Режиссёр: Густав фон Вангенхайм
- Оператор: Борис Монастырский
- Ассистент оператора: Граир Гарибян
- Композитор: Ханс Хауска
- Художник: Тео Отто при участии Генриха Фогелера
- Звукооператор: Кирилл Никитин
- Директор: Якоб Фройнд